# Vargula hilgendorfii
Vargula hilgendorfii is een mosselkreeftjessoort uit de familie van de Cypridinidae. De wetenschappelijke naam van de soort is voor het eerst geldig gepubliceerd in 1890 door Muller. Ze is genoemd naar Franz Martin Hilgendorf.